# Postępowa Partia Ludzi Pracy
Postępowa Partia Ludzi Pracy, AKEL (gr. Ανορθωτικό Κόμμα Εργαζόμενου Λαού, tur. Emekçi Halkın İlerici Partisi, w dawniejszej literaturze polskojęzycznej: Postępowa Partia Ludu Pracującego Cypru) – komunistyczna i eurosceptyczna partia polityczna na Cyprze. Partia została założona w 1926 roku. Sekretarzem generalnym partii jest Stefanos Stefanu. Partia pozostaje członkiem Europejskiej Partii Lewicy.

## Historia
Postępowa Partia Ludzi Pracy została założona w 1926 jako Komunistyczna Partia Cypru. KPC nie walczyła jedynie o idee komunizmu, ale również, a może przede wszystkim o wyzwolenie spod brytyjskiego protektoratu. W 1931 partia została zdelegalizowana przez Brytyjski Rząd Kolonialny. Dziesięć lat później byli członkowie Komunistycznej Partii Cypru założyli Postępową Partię Ludzi Pracy (AKEL). W 1943 partia wystartowała w wyborach lokalnych. Jej kandydaci zostali burmistrzami Limassolu (Ploutis Servas) i Famagusty (Adam Adamantos).

### Sekretarze Generalni Partii
- 1936–1945 Ploutis Servas
- 1945–1949 Fifis Ioannou
- 1949–1988 Ezekias Papaioanu
- 1988–2009 Dimitris Christofias
- 2009–2021 Andros Kiprianu
- od 2021 Stefanos Stefanu

## Wyniki wyborów parlamentarnych
Postępowa Partia Ludzi Pracy jako jedyna partia polityczna na Cyprze miała swoich przedstawicieli w każdej kadencji Izby Reprezentantów. W obecnej kadencji w Izbie Reprezentantów zasiada 18 członków Postępowej Partii Ludzi Pracy.
| Wybory | Procent głosów | Liczba mandatów | +/- |
| ------ | -------------- | --------------- | --- |
| 1960   | 35,01%         | 7               |     |
| 1970   | 26,11%         | 9               | +2  |
| 1976   |                | 9               | ±0  |
| 1981   | 32,77%         | 12              | +3  |
| 1985   | 27,43%         | 15              | +3  |
| 1991   | 30,63%         | 18              | +3  |
| 1996   | 33,00%         | 19              | +1  |
| 2001   | 34,70%         | 20              | +1  |
| 2006   | 31,10%         | 18              | -2  |
| 2011   | 32,70%         | 19              | +1  |
| 2016   | 25,70%         | 16              | -3  |

## Wyniki wyborów do Parlamentu Europejskiego
Postępowa Partia Ludzi Pracy brała udział w pierwszych wyborach do Parlamentu Europejskiego, w których zajęła drugie miejsce, ustępując nieznacznie (0,34%) Koalicji Demokratycznej. AKEL wprowadził dwóch swoich przedstawicieli do Parlamentu Europejskiego (byli to Adamos Adamou i Kyriacos Triantaphyllides).
| Wybory | Procent głosów | Liczba mandatów | +/- |
| ------ | -------------- | --------------- | --- |
| 2004   | 27,89%         | 2               |     |
| 2009   | 34,90%         | 2               | ±0  |
| 2014   | 26,98%         | 2               | ±0  |
| 2019   | 27,49%         | 2               | ±0  |